# 昌慮郡
昌慮郡，中国东汉末年曹操设置的郡。
汉朝初年，曹操在山东省滕州市羊庄镇土城村设立了昌虑县，隶属于济阴郡。当时，汉献帝建安三年（公元198年），曹操击败吕布并占领徐州，任臧霸管理徐州等地，并划分了东海郡，新设了利城郡和昌虑郡，并任命昌豨为昌虑郡的太守。建安十一年（公元206年），昌虑郡被撤销，昌虑郡合并入东海郡。